# أليكس جوجيتش
أليكس جوجيتش لاعب كرة قدم قبرصي يلعب مع نادي دونفيرملين أتليتيك.

## روابط خارجية
- أليكس جوجيتش على موقع الاتحاد الدولي (مؤرشف)  (الإنجليزية)
- أليكس جوجيتش على موقع الاتحاد الأوربي (الإنجليزية)
- أليكس جوجيتش على موقع قاعدة بيانات كرة القدم.إي يو (الإنجليزية)
- أليكس جوجيتش على موقع ناشيونال فوتبول تيمز (الإنجليزية)
- أليكس جوجيتش على موقع Soccerbase.com (لاعب) (الإنجليزية)
- أليكس جوجيتش على موقع Soccerway.com (الإنجليزية)
- أليكس جوجيتش على موقع عالم كرة القدم.نت (الإنجليزية)